# Космачов Дмитро Євгенович
Дмитро Євгенович Космачов (рос. Дмитрий Евгеньевич Космачёв; 7 червня 1985, м. Горький, СРСР) — російський хокеїст, захисник. Виступає за «Атлант» (Митищі) у Континентальній хокейній лізі.
Вихованець хокейної школи «Торпедо» (Нижній Новгород). Виступав за ЦСКА (Москва), «Торпедо» (Нижній Новгород), «Хімік» (Митищі), «Ак Барс» (Казань), ХК «Рязань», «Торос» (Нефтекамськ).
У складі молодіжної збірної Росії учасник чемпіонату світу 2004. У складі юніорської збірної Росії учасник чемпіонатів світу 2002 і 2003.
Досягнення
- Володар Кубка Гагаріна (2009)
- Срібний призер юніорського чемпіонату світу (2002), бронзовий призер (2003).